# Henrikas
Henrikas und Gendrikas sind litauischer männliche Vornamen, litauische Formen des Vornamens Henrik, der wiederum eine Form des Namens Heinrich ist.

## Personen

### Henrikas
- Henrikas Boleslovas Jackevičius (* 1929),  litauischer Politiker, Vizeminister des Verkehrs
- Henrikas Karpavičius (* 1956),  litauischer Politiker, Vizebürgermeister von Šiauliai
- Henrikas Kersnauskas (1909–1957), litauischer Fußballspieler und -trainer
- Henrikas Puskunigis (* 1929/1935), litauischer Schachschiedsrichter und  Sportfunktionär
- Henrikas Radauskas (1910–1970), litauischer Dichter und Schriftsteller
- Henrikas Šiaudinis (* 1955),  litauischer Politiker, Bürgermeister von Ignalina
- Henrikas Strolis (* 1979), litauischer Poolbillardspieler
- Henrikas Tamulis (*  1938), litauischer Politiker, Bürgermeister von Kaunas
- Henrikas Žukauskas (* 1951), litauischer Politiker, Seimas-Mitglied und Umweltminister

Zwischenname
- Alfredas Henrikas Stasiulevičius (* 1937), litauischer Politiker, Mitglied des Seimas

### Gendrikas
- Gendrikas Stukas (* vor 1960), litauischer Wirtschaftspolitiker, Vizeminister